# Nuestra Fiesta (canción)
«Nuestra Fiesta» es la canción oficial de la Copa Mundial de Fútbol Sub-20 de 2011 que se llevó a cabo en Colombia interpretada por los cantantes colombianos Jorge Celedón y Jimmy Zambrano.

## Canción
Nuestra Fiesta es el título de la canción interpretada y compuesta por Jorge Celedón y Jimmy Zambrano, que contó con la producción del reconocido "Chelito" de Castro, quien fue el encargado de poner el sabor de Nuestra Fiesta en la canción, según el propio Celedón.  Fue presentada la canción como himno a la Copa Mundial de Fútbol Sub-20 de 2011, jugado en Colombia del 29 de julio al 20 de agosto de 2011.

## Inspiración
El cantautor de «Nuestra Fiesta» agrega que la canción se inspiró en los sonidos de Colombia, en los instrumentos que más nos llegan al corazón y en los temas que todos identificamos como nuestros.

## Composición
Los vientos junto con la percusión, forman parte fundamental de la canción, imponiéndole un toque de celebración, acorde con el eslogan del certamen deportivo: “Vive Nuestra Fiesta” y se convierte en una invitación cantada a conocer mejor nuestro país y a vivir intensamente la fiesta del fútbol.

## Presentación en vivo
La canción fue presentada en vivo durante la apertura de la fiesta de inauguración del Mundial Sub-20 que se llevó a cabo en Barranquilla y que fue transimtido a más de 160 países, en donde también participaron los cantantes Checo Acosta, Totó la Momposina, Maía, entre otros. Durante la ceremonia se homenajeó al fallecido cantante colombiano Joe Arroyo.